# 鲁谷街道
鲁谷街道，是中华人民共和国北京市石景山區下辖的一个街道。

## 历史
根据2001年北京市民政局《关于调整郊区县部分街乡镇行政区划》的批复（京民划函〔2001〕475号）以及2003年北京市机构编制委员会办公室《关于在石景山区鲁谷街道管理体制改革试点工作中下放机构编制管理权限的通知》（京编办发〔2003〕5号）的精神，设中共北京市石景山区委鲁谷社区工作委员会（简称鲁谷社区党工委）和北京市石景山区人民政府鲁谷社区行政事务管理中心（简称鲁谷社区中心），挂“北京市石景山区人民政府鲁谷街道办事处”的牌子。鲁谷社区党工委是中共北京市石景山区委派出机构，鲁谷社区行政事务管理中心是北京市石景山区人民政府派出机构。

## 行政区划
鲁谷街道下辖以下地区：
双锦园社区、永乐西北社区、永乐西南社区、久筑社区、五芳园社区、重聚园社区、依翠园北社区、依翠园南社区、六合园北社区、六合园南社区、石景山医院社区、新华社社区、七星园北社区、七星园南社区、衙门口东社区、衙门口西社区、衙门口南社区、新岚大厦社区、重兴园社区、聚兴园社区、碣石坪社区和西厂社区。